# Саяни
65°47′54″ пн. ш. 90°58′28″ сх. д. / 65.79833° пн. ш. 90.97444° сх. д.

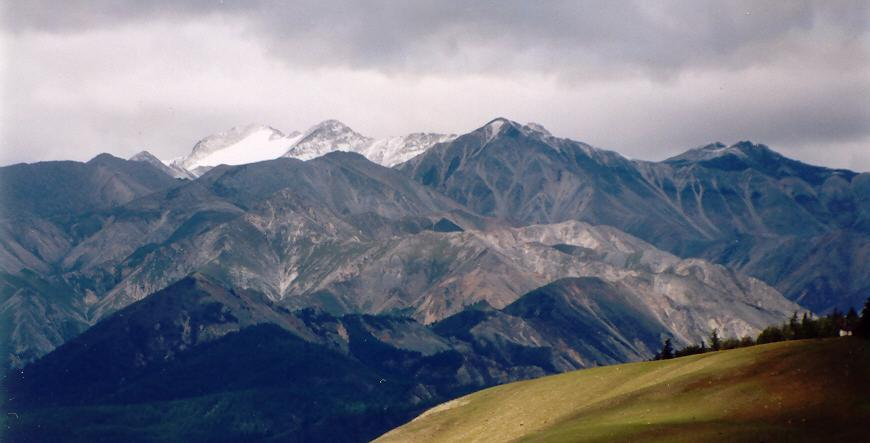
Хребти Східного Саяну з вершиною гори Мунку-Сардик на тлі

Сая́ни, Сая́н або Сая́нські го́ри (рос. Саяны, монг. Соёны нуруу) — гірська країна на Півдні Сибіру в Росії і півночі Монголії. У Російській Федерації гори займають південні райони Красноярського краю та Іркутської області, а також північну частину Туви і західну частину Бурятії. Саян складається з численних хребтів, що утворюють велику вигнуту на півночі дугу, завширшки до 150—200 км. Саяни заведено поділяти на Західний Саян і Східний Саян.

## Західний Саян

Мапа Саян (за УРЕ, Том 10, 1983)

Західний Саян простягається на 600 км у північно-східному напрямі від верхів'я р. Малого Абакану до р. Казиру, де він з'єднується зі Східним Саяном.
Найбільші хребти: Саянський, Куртушибінський, Єргак-Таргак-Тайга. Висоти — від 1500 до 3121 м (гора Кизил-Тайга).
Хребти розчленовані глибокими міжгірними улоговинами, що лежать на висоті 400—800 м.

## Східний Саян
Східний Саян простягається у південно-східному напрямі майже на 1000 км, від лівобережжя Єнісею до Тункінської улоговини.
Складається з невисоких (до 1500 м) плескатих гірських масивів — білогір'їв (Канське Білогір'я, Манське Білогір'я) та високих хребтів (Крижина, Удінський, Окинський тощо).
Найвища точка Східного Саяну й всієї гірської системи — гора Мунку-Сардик (3491 м).
У Східному Саяні поширена багаторічна мерзлота; відкрито близько 100 льодовиків загальною площею 30 км².

## Геологія і корисні копалини
Саяни сформувалися у Каледонську складчастість.
Західний Саян складений переважно з кристалічних сланців, пісковиків, ефузивних гірських порід, прорваних інтрузіями гранітів, Східний — із гнейсів, сланців, кварцитів, базальтів.
З корисних копалин є залізна й мідна руди, золото, ртуть, графіт, слюда.
Численні мінеральні джерела.

## Клімат
Клімат Саян різко континентальний.
Пересічна температура січня — від −20 °C в горах до −30 °C в улоговинах, липня — відповідно від +10 °C до +20 °C.
Річна кількість опадів на найвищих хребтах досягає 1000—1200 мм, у зниженнях — 300—350 мм.

## Географія і природа
Річки Саянів належать до басейну Єнісею.
Улоговини й підніжжя гір зайняті степами, схили до висот 1600 м на Заході і 2100 м на Сході — темнохвойною тайгою, вище — альпійськими луками і тундрою.
Характерні представники тваринного світу лісів Саяну — лось, марал, бурий ведмідь, соболь, вивірка звичайна, колонок, лисиця руда; з птахів — тетерев, куріпка, рябчик тощо. На степових ділянках зустрічаються хом'яки, тушкани, ховрахи тощо.

## Саяни й людина

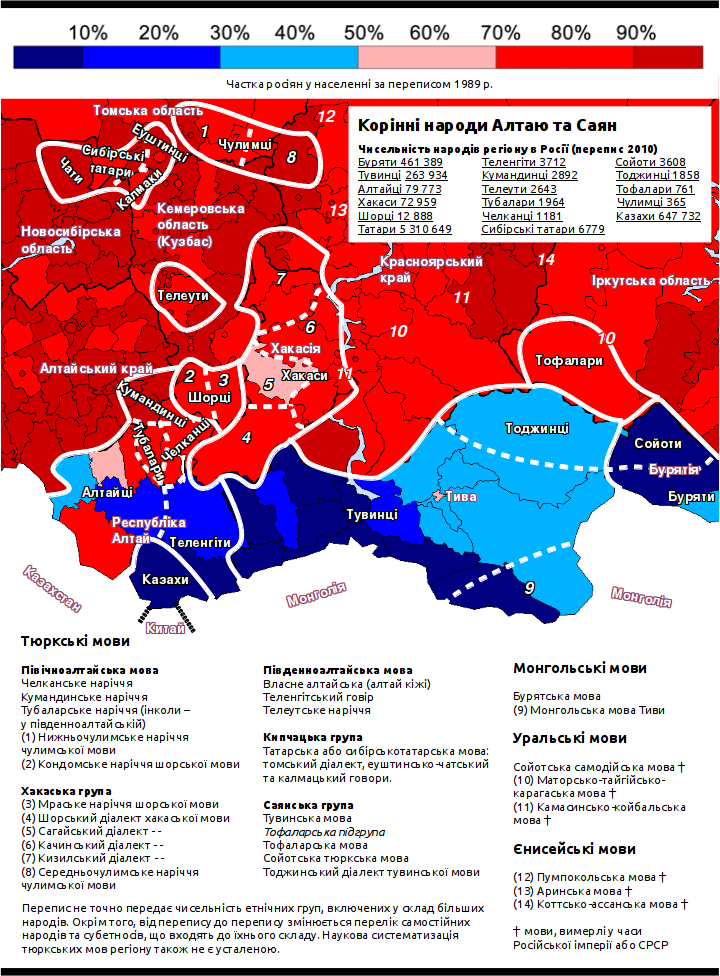
Народи Саян та Алтаю

Саяни здавна залюднені — корінними їх насельниками є як представники тюркських народів (хакаси, тофалари, тувинці), так і монгольських (буряти).
Важливе економічне значення, зокрема і для традиційного господарства, мають цінні лісові ресурси, гірські пасовища та мисливсько-промислові угіддя Саян.
У міжгірних улоговинах — землеробство (яра пшениця, ячмінь, жито, овес), розвивається садівництво.

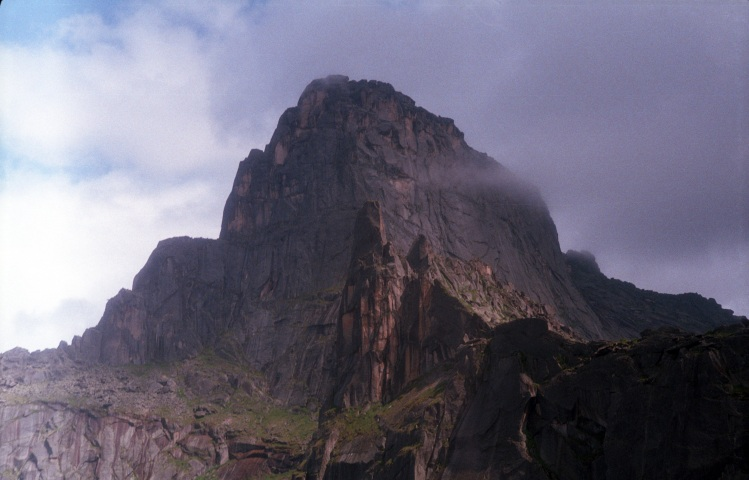
Західний Саян, хребет Єргакі, пік Звьоздний (Зоряний)
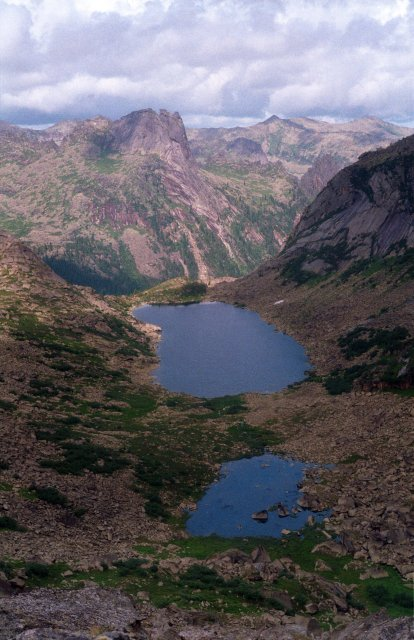
Західний Саян, хребет Єргакі, озеро Горних Духов (Гірських духів)
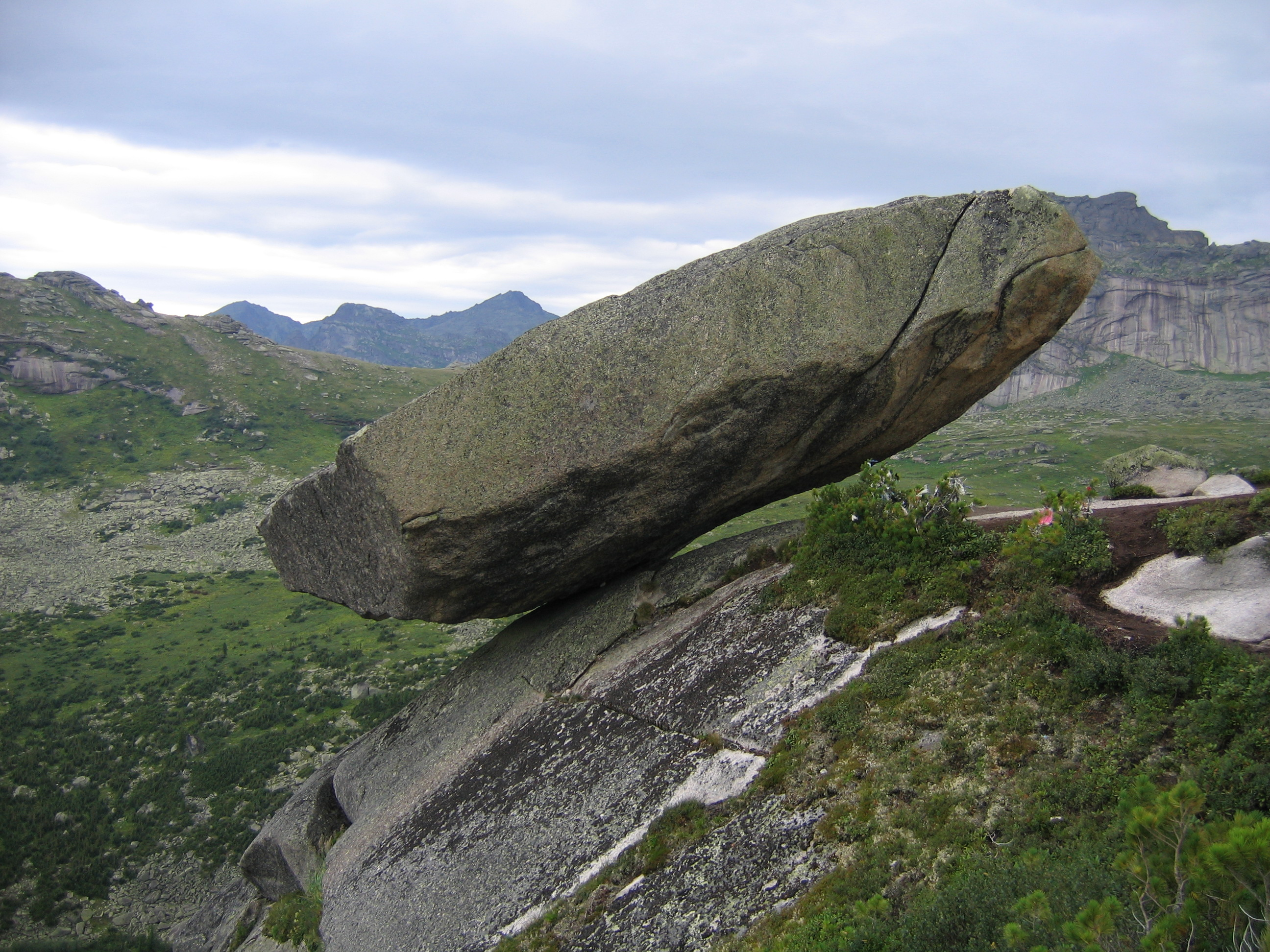
Західний Саян, хребет Єргакі, висяча скеля
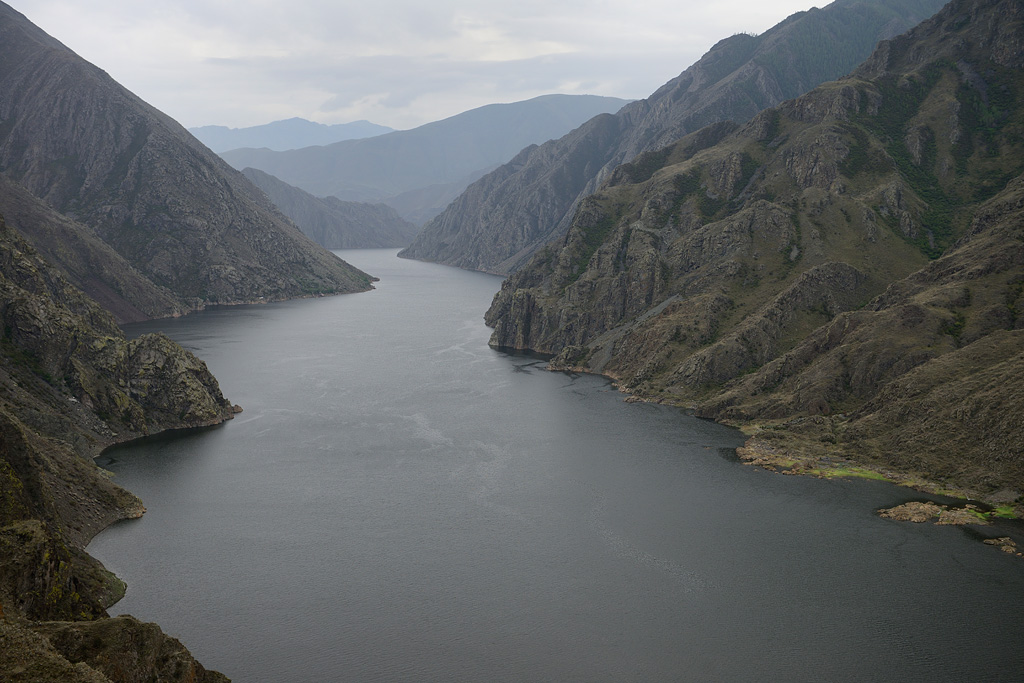
Західний Саян, Саяно-Шушенський біосферний заповідник, річка Єнісей
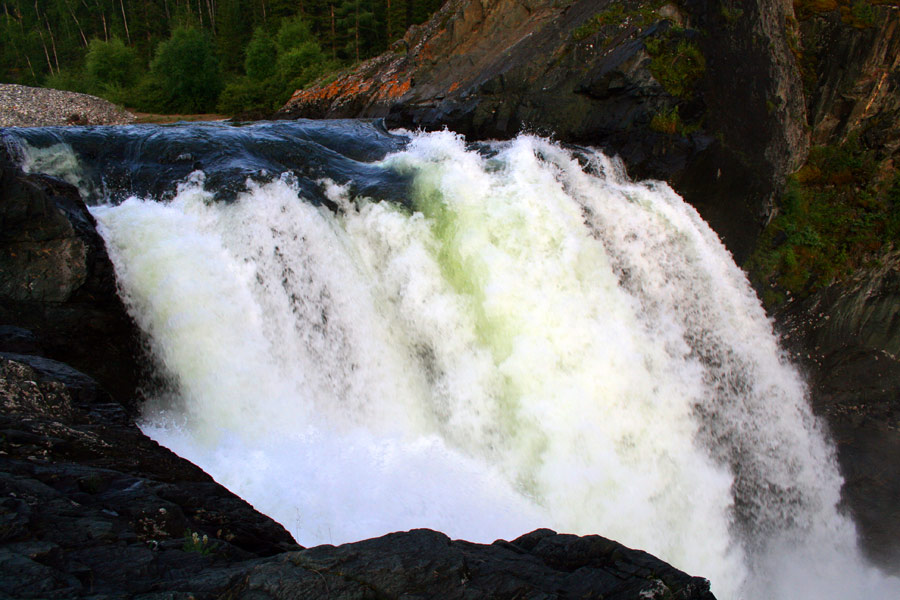
Східний Саян, водоспад на річці Урік
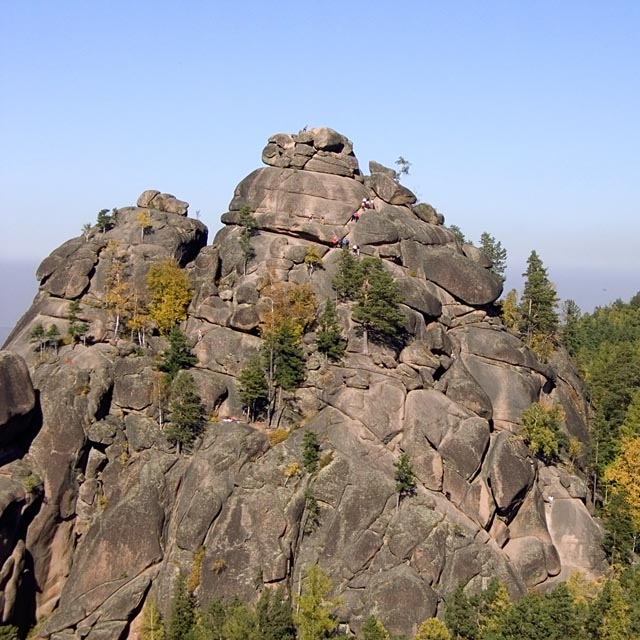
Східний Саян, Державний природний заповідник «Стовпи»
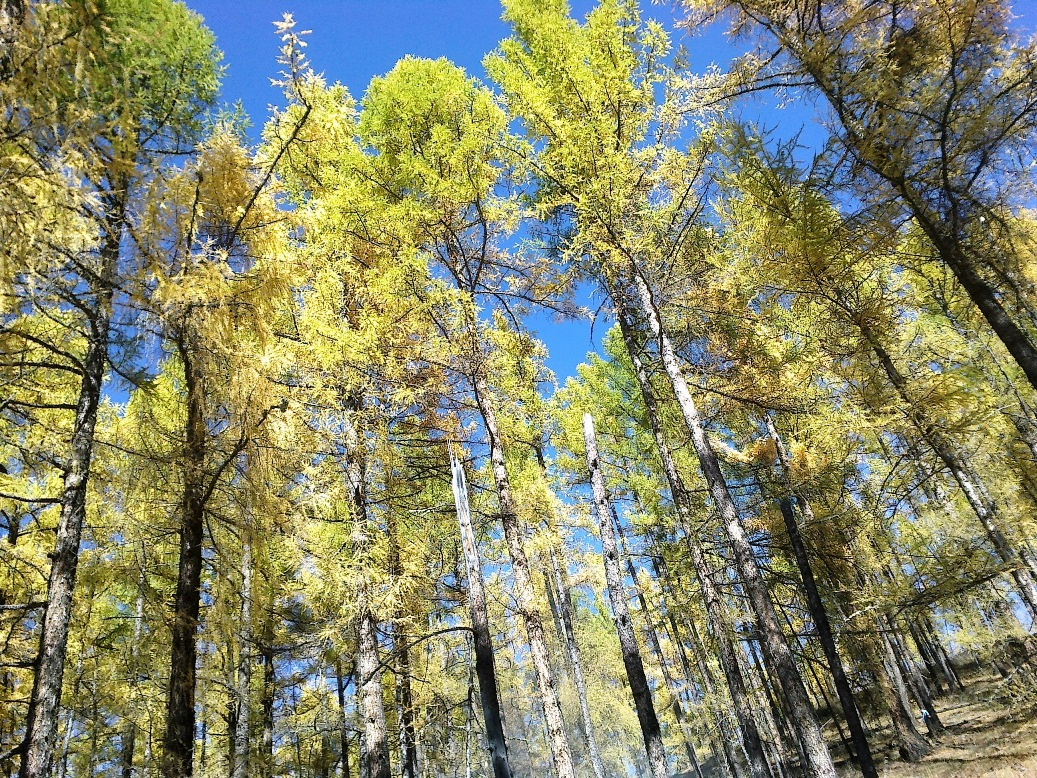
Східний Саян, осінній ліс у Бурятія
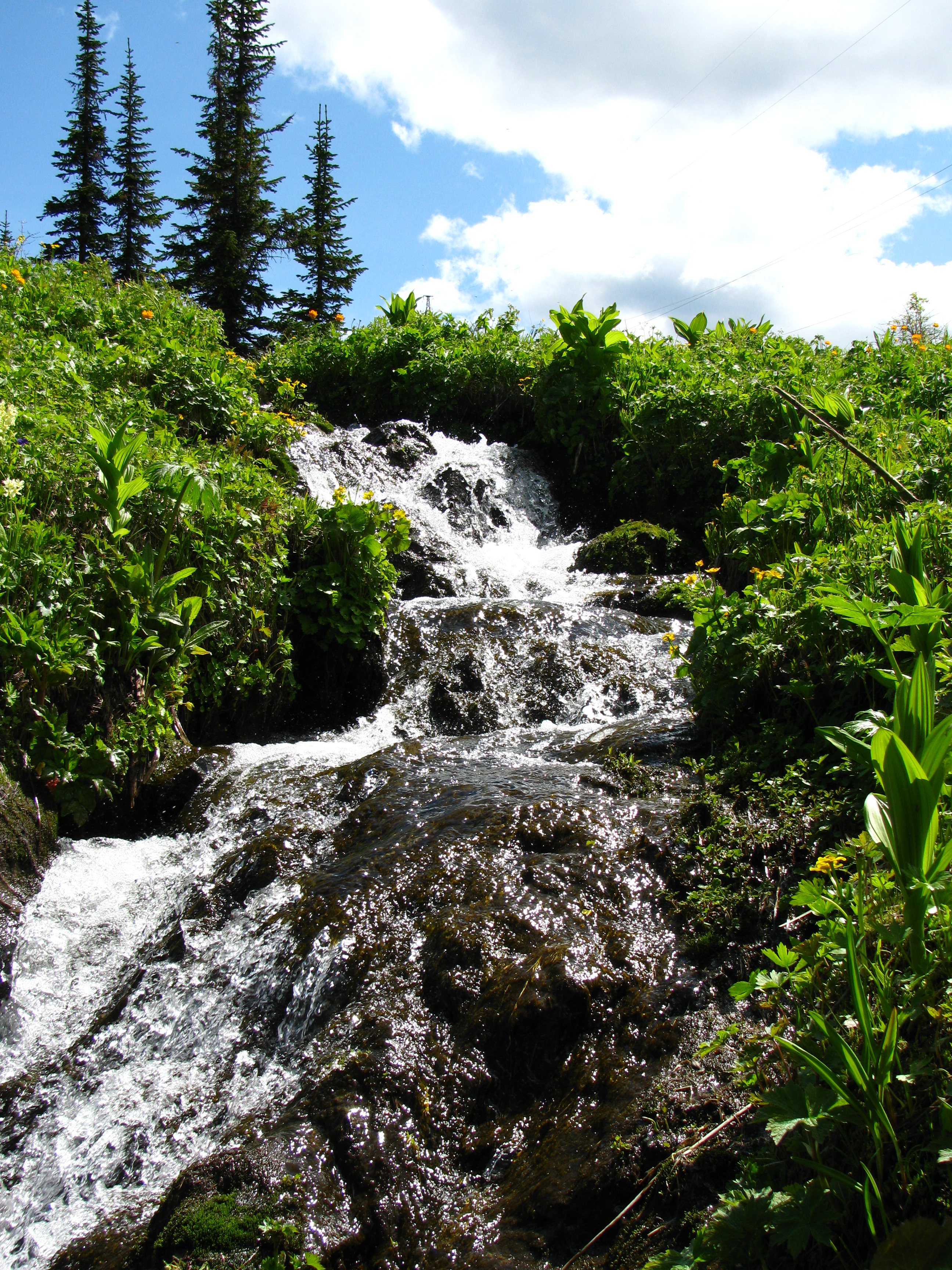
Струмок на перевалі Буйбінський в Саянах